# Glaciar Jorge Montt
El glaciar Jorge Montt es un glaciar de marea  localizado en Chile, en la región de Aisén, al sur de caleta Tortel. Con una superficie de 464 km². El área total de drenado es de aproximadamente 510 km².
Según el estudio realizado en 2003 por el Centro de Estudios Científicos y la NASA, entre los años 1975 y 2000 se registró un adelgazamiento promedio de 3,3 metros por año en todo el glaciar y hasta de 18 m en los puntos más bajos.